# Monastero di Balamand
Il monastero di Balamand è un monastero greco-ortodosso presso Tripoli in Libano.

## Storia
L'ordine cistercense ha istituito il monastero nel 1157 e, con l'allontanamento dei crociati, ha perso la sua funzione sino al 1603, anno in cui il metropolita ortodosso di Tripoli è riuscito a rifondare una comunità in tale luogo di culto. In questo secolo, diventa un punto di riferimento per il patriarcato di Antiochia grazie all'importanza degli studi di teologia ortodossa che venivano compiuti, riuscendo ad avere un forte legame con la Russia. Il monastero vanta un'importante raccolta di manoscritti sulle guerre intercorse tra arabi e cristiani. Nel 1900, viene avviato il seminario. Durante la guerra civile libanese, il luogo di culto presta soccorso a un alto numero di rifugiati.